# 194th Regional Support Wing
Il 194th Regional Support Wing è uno stormo di supporto della Washington Air National Guard. Il suo quartier generale è situato presso la Fairchild Air Force Base, nello stato di Washington.

## Organizzazione
Attualmente, al settembre 2017, lo stormo controlla:
- 194th Air Support Operations Group
  - 111th Air Support Operations Squadron
  - 116th Air Support Operations Squadron
  - 116th Weather Flight
- 194th Mission Support Group
  - 194th Civil Engineer Flight
  - 194th Communications Flight
  - 194th Force Support Squadron
  - 194th Logistics Readiness Squadron
  - 194th Security Forces Flight
- 194th Medical Group
- 194th Wing Staff Agencies
- 252nd Combat Cyberspace Operations Group
  - 143d Information Operations Squadron
  - 194th Intelligence Squadron
  - 242d Combat Communications Squadron
  - 256th Intelligence Squadron
  - 262d Network Warfare Squadron